# 尹在文
尹在文（韓語：윤재문），韓國電視劇導演。

## 作品列表

### 電視劇
- 2005年：MBC《秋日驟雨》
- 2008年：MBC《大韓民國的律師》
- 2011年：MBC《千次的吻》
- 2014年：MBC《薔薇色戀人們》
- 2016年：MBC《吹吧，美風啊》
- 2018年：MBC《與神的約定》
- 2019年：MBC《悲傷時相愛》

### 製作作品
- 2006年：MBC《精彩的一天》
- 2006年：MBC《珍惜現在》
- 2010年：MBC《玄界灘婚姻戰爭》

### 總製作作品
- 2009年：MBC《一枝梅歸來》
- 2012年：MBC《吳子龍走吧》
- 2013年：MBC《金子輕鬆出來吧》
- 2013年：MBC《愛能給別人嗎》
- 2016年：MBC《家和萬事成》

## 外部連結
- NAVER （页面存档备份，存于）